# Brusly
Brusly är en ort i West Baton Rouge Parish i den amerikanska delstaten Louisiana med 2 589 invånare (2010). Brusly grundades år 1901.

## Kända personer från Brusly
- Amie Comeaux, countryartist